# Lista załogowych lotów kosmicznych (1961–1970)
Wszystkie daty podane są według czasu uniwersalnego (UTC).
Uwzględniono suborbitalne loty samolotów rakietowych, które osiągnęły wysokość powyżej 100 km (zgodnie z definicją lotu kosmicznego FAI).
- Jasnożółty oznacza loty suborbitalne (w tym loty, które nie osiągnęły zamierzonej orbity).
- Ciemnoszary oznacza loty księżycowe.

| Misja              | Data                    | Załoga                                                           | Opis |
| ------------------ | ----------------------- | ---------------------------------------------------------------- | --- |
| Wostok 1           | 12 kwietnia 1961        | Jurij A. Gagarin                                                 | Pierwszy lot kosmiczny człowieka. 1 okrążenie wokół Ziemi. Czas lotu 1 h 48 min. |
| Mercury-Redstone 3 | 5 maja 1961             | Alan B. Shepard Jr.                                              | Lot balistyczny na wysokość 187,5 km. Czas lotu 15 min 22 s. |
| Mercury-Redstone 4 | 21 lipca 1961           | Virgil I. Grissom                                                | Lot balistyczny na wysokość 190,3 km. Zatonięcie kapsuły statku po wodowaniu, astronauta został uratowany. Czas lotu 15 min 37 s. |
| Wostok 2           | 6–7 sierpnia 1961       | Gierman S. Titow                                                 | Wykonanie 17 okrążeń wokół Ziemi. Czas lotu 25 h 18 min. |
| Mercury-Atlas 6    | 20 lutego 1962          | John H. Glenn Jr.                                                | Pierwszy lot orbitalny amerykańskiego astronauty. 3 okrążenia wokół Ziemi. |
| Mercury-Atlas 7    | 24 maja 1962            | M. Scott Carpenter                                               | 3 okrążenia wokół Ziemi. |
| Wostok 3           | 11–15 sierpnia 1962     | Andrijan G. Nikołajew                                            | Lot grupowy z Wostokiem 4. |
| Wostok 4           | 12–15 sierpnia 1962     | Pawieł R. Popowicz                                               | Lot grupowy z Wostokiem 3. |
| Mercury-Atlas 8    | 3 października 1962     | Walter M. Schirra Jr.                                            | 6 okrążeń wokół Ziemi. |
| Mercury-Atlas 9    | 15–16 maja 1963         | Leroy Gordon Cooper Jr.                                          | 22 okrążenia wokół Ziemi. Umieszczenie na orbicie subsatelity. |
| Wostok 5           | 14–19 czerwca 1963      | Walerij F. Bykowski                                              | Lot grupowy z Wostokiem 6. |
| Wostok 6           | 16–19 czerwca 1963      | Walentina W. Tierieszkowa                                        | Lot grupowy z Wostokiem 5. Pierwszy lot kosmiczny kobiety. |
| X-15 lot 90        | 19 lipca 1963           | Joseph A. Walker                                                 | Lot suborbitalny samolotu rakietowego X-15 na wysokość 106 km. |
| X-15 lot 91        | 22 sierpnia 1963        | Joseph A. Walker                                                 | Lot suborbitalny samolotu rakietowego X-15 na wysokość 108 km. |
| Woschod 1          | 12–13 października 1964 | Władimir M. Komarow, Konstantin P. Fieoktistow, Boris B. Jegorow | Pierwszy statek z wieloosobową załogą. Pierwszy lot bez skafandrów kosmicznych. |
| Woschod 2          | 18–19 marca 1965        | Pawieł I. Bielajew, Aleksiej A. Leonow                           | Wyjście Leonowa w otwartą przestrzeń kosmiczną. Awaria układu orientacji zmusiła do ręcznego sterowania podczas lądowania. Statek wylądował w trudno dostępnym terenie na Uralu. |
| Gemini 3           | 23 marca 1965           | Virgil I. Grissom, John W. Young                                 | Pierwszy statek, który zmienił podczas lotu parametry orbity. |
| Gemini 4           | 3–7 czerwca 1965        | James A. McDivitt, Edward H. White II                            | White wyszedł w otwartą przestrzeń kosmiczną i wypróbował ułatwiający przemieszczanie się pistolet odrzutowy. |
| Gemini 5           | 21–29 sierpnia 1965     | Leroy Gordon Cooper Jr., Charles Conrad Jr.                      | Rekordowej długości lot: 7 d 22 h 56 min. Umieszczenie na orbicie subsatelity REP. |
| Gemini 7           | 4–18 grudnia 1965       | Frank F. Borman II, James A. Lovell Jr.                          | Lot grupowy z Gemini 6A. Nowy rekord czasu trwania lotu kosmicznego: 13 d 18 h 35 min. |
| Gemini 6A          | 15–16 grudnia 1965      | Walter M. Schirra Jr., Thomas P. Stafford                        | Lot grupowy z Gemini 7. Zbliżenie statków na odległość 30 cm. |
| Gemini 8           | 16–17 marca 1966        | Neil A. Armstrong, David R. Scott                                | Pierwszy statek, który połączył się na orbicie z innym obiektem – członem Agena. Po połączeniu statek wpadł w niekontrolowany ruch wirowy, co zmusiło do przerwania lotu i awaryjnego lądowania. |
| Gemini 9A          | 3–6 czerwca 1966        | Thomas P. Stafford, Eugene A. Cernan                             | Manewry zbliżenia do członu ATDA. Nie doszło do planowanego połączenia z powodu nieoddzielenia się osłony aerodynamicznej członu. Wyjście Cernana w otwartą przestrzeń kosmiczną. |
| Gemini 10          | 18–21 lipca 1966        | John W. Young, Michael Collins                                   | Połączenie z członem Agena i wykorzystanie jej silnika w celu zbliżenia do drugiego członu Agena. Dwa wyjścia Collinsa w otwartą przestrzeń kosmiczną (jedno częściowe). |
| Gemini 11          | 12–15 września 1966     | Charles Conrad Jr., Richard F. Gordon Jr.                        | Kilkakrotne manewry połączenia z członem Agena i za pomocą jej silnika wejście na wysoką orbitę o apogeum 1367 km. Dwa wyjścia Gordona w otwartą przestrzeń kosmiczną (jedno częściowe). |
| Gemini 12          | 11–15 listopada 1966    | James A. Lovell Jr., Edwin E. Aldrin Jr.                         | Połączenie z członem Agena. Trzy wyjścia Aldrina w otwartą przestrzeń kosmiczną (dwa częściowe). |
| Sojuz 1            | 23–24 kwietnia 1967     | Władimir M. Komarow                                              | Plan lotu przewidywał połączenie z drugim statkiem i wymianę załogi, ale z powodu niesprawności statku odwołano start drugiego Sojuza. Lądowanie awaryjne. Rozbicie lądownika i śmierć kosmonauty z powodu awarii systemu spadochronowego.                                                                                                |
| Apollo 7           | 11–22 października 1968 | Walter M. Schirra Jr., Donn F. Eisele, R. Walter Cunningham      | Testy statku Apollo na orbicie wokółziemskiej. |
| Sojuz 3            | 26–30 października 1968 | Gieorgij T. Bieriegowoj                                          | Dwukrotne zbliżenie do bezzałogowego Sojuza 2. Nieudana próba połączenia statków. |
| Apollo 8           | 21–27 grudnia 1968      | Frank F. Borman II, James A. Lovell Jr., William A. Anders       | Pierwszy lot załogowy w kierunku Księżyca. 24 grudnia 1968 statek wszedł na orbitę wokółksiężycową i wykonał 10 okrążeń Księżyca. |
| Sojuz 4            | 14–17 stycznia 1969     | Władimir A. Szatałow                                             | Połączenie na orbicie ze statkiem Sojuz 5. Kosmonauci Jelisiejew i Chrunow przeszli do kabiny Sojuza 4, w którym powrócili na Ziemię. |
| Sojuz 5            | 15–18 stycznia 1969     | Borys W. Wołynow, Aleksiej S. Jelisiejew, Jewgienij W. Chrunow   | Połączenie ze statkiem Sojuz 4 w dniu 16 stycznia 1969 r. Kosmonauci Jelisiejew i Chrunow wyszli w otwartą przestrzeń kosmiczną przechodząc do wnętrza kabiny Sojuza 4. Lądowanie statku z kosmonautą Wołynowem omal nie skończyło się katastrofą z powodu nieoddzielenia się członu serwisowego od lądownika przed wejściem w atmosferę. |
| Apollo 9           | 3–13 marca 1969         | James A. McDivitt, David R. Scott, Russell L. Schweickart        | Rozłączenie, próby manewrowania i połączenie lądownika LM (astronauci McDivitt i Schweickart) z członem załogowym na orbicie wokółziemskiej. Wypróbowanie skafandra księżycowego podczas wyjścia w otwartą przestrzeń kosmiczną (Schweickart).                                                                                            |
| Apollo 10          | 18–26 maja 1969         | Thomas P. Stafford, John W. Young, Eugene A. Cernan              | Wejście na orbitę wokółksiężycową. Wypróbowanie wszystkich manewrów misji Apollo 11 poza lądowaniem. 22 maja 1969 Stafford i Cernan w lądowniku LM zbliżyli się na odległość 14,4 km od powierzchni Księżyca, po czym powrócili do członu załogowego.                                                                                     |
| Apollo 11          | 16–24 lipca 1969        | Neil A. Armstrong, Michael Collins, Edwin E. Aldrin Jr.          | Pierwsze lądowanie ludzi na Księżycu (Armstrong, Aldrin): 20 lipca 1969, 20:17 UTC, Mare Tranquillitatis. Jedno wyjście na powierzchnię. Czas pobytu na Księżycu: 21 h 36 min. |
| Sojuz 6            | 11–16 października 1969 | Gieorgij S. Szonin, Walerij N. Kubasow                           | Lot grupowy z Sojuzem 7 i Sojuzem 8. Próby zbliżania. |
| Sojuz 7            | 12–17 października 1969 | Anatolij W. Filipczenko, Władisław N. Wołkow, Wiktor W. Gorbatko | Lot grupowy z Sojuzem 6 i Sojuzem 8. Niepowodzenie planowanego połączenia z Sojuzem 8. |
| Sojuz 8            | 13–18 października 1969 | Władimir A. Szatałow, Aleksiej S. Jelisiejew                     | Lot grupowy z Sojuzem 6 i Sojuzem 7. Niepowodzenie planowanego połączenia z Sojuzem 7. |
| Apollo 12          | 14–24 listopada 1969    | Charles Conrad Jr., Richard F. Gordon Jr., Alan L. Bean          | Lądowanie na Księżycu (Conrad, Bean): 19 listopada 1969, Oceanus Procellarum. Dwa wyjścia na powierzchnię. Czas pobytu na Księżycu: 1 d 7 h 31 min. |
| Apollo 13          | 11–17 kwietnia 1970     | James A. Lovell Jr., John L. Swigert Jr., Fred W. Haise Jr.      | Eksplozja zbiornika z tlenem w module serwisowym (SM) w dniu 14 kwietnia 1970 uniemożliwiła lądowanie na Księżycu. Po oblocie Księżyca dzięki wykorzystaniu lądownika LM załoga powróciła bezpiecznie na Ziemię. |
| Sojuz 9            | 1–19 czerwca 1970       | Andrijan G. Nikołajew, Witalij I. Siewastjanow                   | Nowy rekord czasu trwania lotu kosmicznego: 17 d 16 h 59 min. |